# 桑坦德港 (亞馬遜省)

桑坦德港（西班牙語：Puerto Santander），是哥倫比亞的城鎮，位於該國南部亞馬遜省，南面是阿里卡港，北面是米里蒂-帕拉納，西面是拉喬雷拉，海拔高度99米，2005年人口2,295。
0°37′23″S 72°23′00″W / 0.623056°S 72.3833°W